# Pleasant Hills (Ohio)
Pleasant Hills – jednostka osadnicza w Stanach Zjednoczonych, w stanie Ohio, w hrabstwie Hamilton.